# Adoretus cirroseriatus
Adoretus cirroseriatus är en skalbaggsart som beskrevs av Ohaus 1914. Adoretus cirroseriatus ingår i släktet Adoretus och familjen Rutelidae. Inga underarter finns listade i Catalogue of Life.